# Allopathes desbonni
Allopathes desbonni is een Antipathariasoort uit de familie van de Antipathidae. De wetenschappelijke naam van de soort is voor het eerst geldig gepubliceerd in 1864 door Duchassaing & Michelotti.